# Scleria pergracilis
Scleria pergracilis är en halvgräsart som först beskrevs av Christian Gottfried Daniel Nees von Esenbeck, och fick sitt nu gällande namn av Carl Sigismund Kunth. Scleria pergracilis ingår i släktet Scleria och familjen halvgräs. Inga underarter finns listade i Catalogue of Life.